# نيني (لاعب كرة قدم مواليد 1983)
نيني هو لاعب كرة قدم برازيلي، ولد في 9 نوفمبر 1983 في ساو باولو في البرازيل. لعب مع KMF Ekonomac ‏.

## وصلات خارجية
- نيني (لاعب كرة قدم مواليد 1983) على موقع الاتحاد الأوربي (الإنجليزية)